# Карнусти
Карну̀сти (на английски: Carnoustie на гаелски Càrn Fheusda, произношение в Шотландия [kɑrˈnuːsti]) е град в Източна Шотландия.

## География
Градът е в област Ангъс. Разположен е по източното крайбрежие на Шотландия, близо до устието на река Бари Бърн. Има малко пристанище на Северно море. Има жп гара (построена през 1838 г.) по крайбрежната жп линия от Дънди до Абърдийн. Разстоянието до областния център Форфар е около 16 км. Разстоянието на север до град Абърдийн е около 57 км, а на юг до Дънди е около 10 км. Карнусти е третият по големина град в област Ангъс след Арброут и Форфар. В северната част на града протича и се влива в Северно море малката река Бари Бърн (Barry Burn), в названието на която шотландската дума „Бърн“ означава „поток“, „рекичка“. Нейната дължина е около 5 км. На около 5,5 км на юг от града е нос Бъдън Нес. Плажната ивица (също с дължина 5,5 км) от Карнусти до нос Бъдън Нес е изцяло пясъчна и се нарича Бари Сандс. Население 10 260 жители от преброяването през 2004 г.  Архив на оригинала от 2012-01-25 в Wayback Machine..

## История
Първите сведения за града датират като селище от 11 в., когато по тези земи е имало нашествия на викингите. Градът е основан в края на 18 век.

## Архитектура
Архитектурата на по-голямата част от сградите в Карнусти е в типичния за повечето шотландски градове стил от тесни каменни сгради най-често от 2 до 4 етажа със стръмни покриви и високи комини, строени през 18-19 век. Има множество сгради на църкви и училища.

## Архитектурни и природни забележителности
- Терените за голф
- Хотел „Карнусти Хоутел Голф Ризърт“ (Carnoustie Hotel Golf Resort), разположен край игрищата за голф
- ЖП гарата
- Крайбрежната плажна ивица Бари Сандс
- Нос „Бъдън Нес“
- „Афлекски замък“ (Affleck Castle), архитектурно-исторически обект на туризъм намира се на 5 км северозападно от Карнусти до село Моники.

## Икономика
В миналото Карнусти е бил текстилен център. Стари са традициите за производство на ечемичен малц, с който се снабдяват и в наши дни спиртоварните за уиски в град Крийф. ЖП гарата е важна част за развитието на туризма.

## Спорт
Карнусти е известен със своите традиции в спорта голф. Той е вторият град в Шотландия, след Пърт, в който започва да се играе голф. Началото е поставено през 1527 г. от сър Робърт Мол (1493-1560). През 1842 г. е основан голф-клубът. По-късно през 1873 г. е основан и женският голф-клуб. Днешните игрища за голф са разположени източно от града между пътя за Дънди и плажната ивица Бари Сандс. Откритото първенство по голф на Великобритания е провеждано в Карнусти през 1931, 1937, 1953, 1968, 1975 и 1999 г. През 2007 г. е проведено отново тук. В града има боулинг-клуб и футболен отбор. Футболният тим е с аматьорски статут, основан е през 1936 г. и се казва ФК Карнусти Панмюър. Играе своите мачове на стадион „Уестфийлд парк“.

## Личности, родени в Карнусти
- Иън Макдайърмид (р.1944), шотландски киноактьор, познат от ролята на Палпатин от „Междузвездни войни“
- Джой Шулмън (р.1975), шотландска киноактриса

## Побратимени градове
- Мол (Франция), Франция